# Sainte-Preuve

Sainte-Preuve este o comună în departamentul Aisne din nordul Franței. În 1 ianuarie 2022 avea o populație de 68 de locuitori.